# Hypercompe testacea
Hypercompe testacea är en fjärilsart som beskrevs av Rothschild 1909. Hypercompe testacea ingår i släktet Hypercompe och familjen björnspinnare. Inga underarter finns listade i Catalogue of Life.